# Mastercardコンタクトレス
Mastercard contactless（マスターカードコンタクトレス）は、Mastercardの非接触型決済（電子決済）サービスである。但し、日本では、Mastercardタッチ決済と呼称している。

## 概要
近距離無線通信 (NFC) を採用し、EMVに準拠する電子決済（非接触決済）サービスである。
1999年11月、OneSmartPaypassとして米国で実証実験を開始。翌2000年10月、OneSmartPaypassの実証実験が成功。アメックス、JCB、VISAへ技術供与する。
2002年、OneSmartPaypassをPayPassへ名称変更してサービス開始。世界初の非接触決済サービスの誕生である。しかし、日本では、それに先駆け2001年に、当時のビットワレット（後の楽天Edy）が、Edy（現在の楽天Edy）を開始している。
アメリカ、カナダ、イギリス、フランス、イタリア、スペイン、スイス、トルコ、日本、韓国、中国、台湾、フィリピン、インドネシア、マレーシア、タイ、レバノン、オーストラリアなどで展開が行われている。特に普及しているのはアメリカで、ガソリンスタンド、スーパーマーケット、コンビニエンスストア、ドラッグストア、ファーストフードなどで利用できる。
また、台湾の高雄捷運や桃園捷運、シンガポールの陸上交通庁では公共交通機関の乗車に利用する事が出来る。日本では、2024年から同サービスに対応している。但し、一部のカードに於いて出場する事が出来ない事象が発生している。

## 利用方法
対応する非接触ICを搭載するカード（ICカード）や携帯機器で利用する事が出来る。
対応する決済端末に対応するカードや携帯機器を翳せば決済が完了する。但し、カードで一定の金額（国や地域によって異なる）以上を支払う場合は、暗証番号の入力を求められる事がある。

### カード
カードで利用するには、対応する非接触ICを搭載するクレジットカード・デビットカード・プリペイドカードが必要である。

### 携帯機器
携帯機器で利用するには、AppleのWallet、Googleの Google Wallet、Samsungの Samsung Wallet、Garminの Garmin Pay Wallet などのデジタルウォレット（モバイルウォレット）に対応するスマートデバイスが必要である。また、日本では、Androidを搭載するスマートフォン（一部を除く）に限り、楽天ペイメントの楽天ペイが楽天カードタッチ決済に対応している（後述）。

## 対応機種

### Wallet
Walletに対応するカードを登録すると利用する事が出来る。AppleのiPhone及び Apple Watch が対応している。

#### iPhone
対応しているiPhoneは、次の通りである。
- Touch ID 搭載モデル
  - iPhone 6/6 Plus[12]
  - iPhone 6s/6s Plus[12]
  - iPhone SE (第1世代)[12]
  - iPhone 7/7 Plus[13]
  - iPhone 8/8 Plus
  - iPhone SE (第2世代)
  - iPhone SE (第3世代)
- Face ID 搭載モデル
  - iPhone X
  - iPhone XS/XS Max
  - iPhone XR
  - iPhone 11
  - iPhone 11 Pro/11 Pro Max
  - iPhone 12/12 mini
  - iPhone 12 Pro/12 Pro Max
  - iPhone 13/13 mini
  - iPhone 13 Pro/13 Pro Max
  - iPhone 14/14 Plus
  - iPhone 14 Pro/14 Pro Max
  - iPhone 15/15 Plus
  - iPhone 15 Pro/15 Pro Max
  - iPhone 16/16 Plus
  - iPhone 16 Pro/16 Pro Max
  - iPhone 16e

#### Apple Watch
対応している Apple Watch は、次の通りである。
- Apple Watch （第1世代）[12]
- Apple Watch Series 1[12]
- Apple Watch Series 2[13]
- Apple Watch Series 3
- Apple Watch Series 4
- Apple Watch Series 5
- Apple Watch SE （第1世代）
- Apple Watch Series 6
- Apple Watch Series 7
- Apple Watch SE （第2世代）
- Apple Watch Series 8
- Apple Watch Ultra
- Apple Watch Series 9
- Apple Watch Ultra 2
- Apple Watch Series 10

### Google Wallet
Google Wallet に対応するカードを登録すると利用する事が出来る。 Androidを搭載するスマートフォン、Wear OS を搭載するスマートウォッチ及びFitbitが対応している。

### Samsung Wallet
Samsung Wallet に対応するカードを登録すると利用する事が出来る。SamsungのGalaxyスマートフォンが対応している。

#### Galaxy
対応しているGalaxyスマートフォンは、次の通りである。
- Galaxy S シリーズ
  - S21 5G / S21+ 5G / S21 Ultra 5G
  - S22 / S22 Ultra
  - S23 / S23 Ultra / S23 FE
  - S24 / S24 Ultra / S24 FE
  - S25 / S25 Ultra
- Galaxy Z シリーズ
  - Z Flip3 5G
  - Z Flip4
  - Z Flip5
  - Z Flip6
  - Z Fold3 5G
  - Z Fold4
  - Z Fold5
  - Z Fold6
- Galaxy A シリーズ
  - A25 5G
  - A52 5G
  - A53 5G
  - A54 5G
  - A55 5G

### 楽天ペイ
楽天ペイに楽天カードが発行するクレジットカードを登録すると、楽天カードタッチ決済を利用する事が出来る。楽天カードタッチ決済を利用するには、Androidを搭載するスマートフォンが必要である。但し、一部の機種を除く。

## 日本

### 歴史
2004年にオリエントコーポレーション(Orico)がPayPass（現在のMastercardタッチ決済）の実証実験を始めると発表した。
2005年にポケットカードが伊藤忠エネクスと提携し発行する「CARENEX itsumoカード」の会員にキーホルダー型非接触ICデバイスを配布し、PayPass（現在のMastercardタッチ決済）の実証実験を行った。
2006年にOricoがイクスピアリと提携し発行する「イクスピアリカード」にPayPass（現在のMastercardタッチ決済）を搭載し、合わせて、イクスピアリにPayPass（現在のMastercardタッチ決済）を導入した。
2008年に当時のソフトバンクモバイル（現在のソフトバンク）らが、PayPass（現在のMastercardタッチ決済）に対応するアプリケーションソフトウェアを搭載したSIMカードを差し込んだ携帯電話を使用した決済のフィールド実証実験を日本で初めて行った。同年にKDDIも、PayPass（現在のMastercardタッチ決済）に対応するアプリケーションソフトウェアを搭載するau ICカードを差し込んだ携帯電話を使用した決済の実験を行い、2009年にKDDIらがフィールド実験、2010年にKDDIらが実証実験を行った。2011年に当時のソフトバンクモバイル（現在のソフトバンク）らも実証実験を行っている。
2014年2月5日からiD/PayPass（後のiD/NFC）が開始し、NTTドコモが発行する「DCMX」（現在の「dカード」）が対応した。同年3月5日からOricoが発行するクレジットカードが対応した。iD/NFCは、2018年7月31日を以て終了した。
また、ジャックス(JACCS)は、2016年4月1日からジャックスモバイル決済サービス（JACCSモバイル決済サービス）の受付を開始したが、2018年10月31日を以て終了した。
2017年9月20日にAppleが公開した iOS 11.0 及び watchOS 4.0 から日本で発行されているMastercardブランドのクレジットカード及びプリペイドカードが Apple Pay を利用するMastercardコンタクトレス（現在のMastercardタッチ決済）に対応した（一部を除く）。
2022年10月4日に楽天ペイが楽天カードタッチ決済を採用し、楽天カードが発行するクレジットカードが対応した。
2024年7月17日にPayPayカードが発行する「PayPayカード」がMastercardブランドのクレジットカードで日本で初めて Google Pay に対応した。
2025年2月25日にOricoが発行するクレジットカードが日本で初めて Samsung Wallet に対応した。
プリペイドカードでは、三井住友カードが2018年11月24日に市立吹田サッカースタジアム（パナソニックスタジアム吹田）に於いて「Jリーグプリペイドカード」と共に配布したリストバンド型プリペイドカードがMastercardコンタクトレスに対応していたが、発行から2年が経ち、有効期限切れとなった。
デビットカードでは、2019年4月1日に住信SBIネット銀行が日本で初めてMastercardコンタクトレス（現在のMastercardタッチ決済）を搭載する「ミライノデビット」（現在の「デビットカード」）を発行した。2022年4月18日に同行が発行する「デビットカード」がMastercardブランドのデビットカードで日本で初めて Apple Pay に対応した。同年5月19日に同行が発行する「デビットカード」がMastercardブランドで日本で初めて Google Pay に対応した。

### 対応するカード

#### クレジットカード
日本では、次表に記載する各社が発行するクレジットカード（一部を除く）が対応している。
| 発行元                               | カード | Apple Pay | Google Pay | Samsung Wallet | 楽天ペイ |
| ------------------------------------ | ------ | --------- | ---------- | -------------- | -------- |
| 三井住友カード                       | Yes    | Yes       | No         | No             | No       |
| ユーシーカード                       | Yes    | Yes       | No         | No             | No       |
| 三菱UFJニコス                        | Yes    | Yes       | No         | No             | No       |
| 東京クレジットサービス               | No     | Yes       | No         | No             | No       |
| りそなカード                         | No     | Yes       | No         | No             | No       |
| 七十七カード                         | No     | Yes       | No         | No             | No       |
| 群銀カード                           | No     | Yes       | No         | No             | No       |
| スルガカード                         | No     | Yes       | No         | No             | No       |
| 北国クレジットサービス               | No     | Yes       | No         | No             | No       |
| 静銀セゾンカード                     | No     | Yes       | No         | No             | No       |
| 三十三カード                         | No     | Yes       | No         | No             | No       |
| 池田泉州VC                           | No     | Yes       | No         | No             | No       |
| 南都カードサービス                   | No     | Yes       | No         | No             | No       |
| 紀陽カード                           | No     | Yes       | No         | No             | No       |
| やまぎんカード                       | No     | Yes       | No         | No             | No       |
| 九州カード                           | No     | Yes       | No         | No             | No       |
| みなとカード                         | No     | Yes       | No         | No             | No       |
| 高知カード                           | No     | Yes       | No         | No             | No       |
| 三井住友トラスト・カード             | No     | Yes       | No         | No             | No       |
| 三井住友トラストクラブ               | Yes    | Yes       | No         | No             | No       |
| しんきんカード                       | No     | Yes       | No         | No             | No       |
| 東北しんきんカード                   | No     | Yes       | No         | No             | No       |
| 近畿しんきんカード                   | No     | Yes       | No         | No             | No       |
| イオン銀行                           | Yes    | Yes       | No         | No             | No       |
| ローソン銀行                         | Yes    | Yes       | No         | No             | No       |
| 横浜銀行                             | No     | Yes       | No         | No             | No       |
| 福岡銀行                             | No     | Yes       | No         | No             | No       |
| 佐賀銀行                             | No     | Yes       | No         | No             | No       |
| ゆうちょ銀行                         | No     | Yes       | No         | No             | No       |
| クレディセゾン                       | Yes    | Yes       | No         | No             | No       |
| アプラス                             | No     | Yes       | No         | No             | No       |
| ジャックス                           | Yes    | Yes       | No         | No             | No       |
| オリエントコーポレーション           | Yes    | Yes       | No         | Yes            | No       |
| UCS                                  | Yes    | Yes       | No         | No             | No       |
| ポケットカード                       | Yes    | Yes       | No         | No             | No       |
| トヨタファイナンス                   | Yes    | Yes       | No         | No             | No       |
| 青山キャピタル                       | No     | Yes       | No         | No             | No       |
| 髙島屋ファイナンシャル・パートナーズ | No     | Yes       | No         | No             | No       |
| セブンCSカードサービス               | Yes    | Yes       | No         | No             | No       |
| 出光クレジット                       | No     | Yes       | No         | No             | No       |
| ライフカード                         | Yes    | Yes       | No         | No             | No       |
| アコム                               | No     | Yes       | No         | No             | No       |
| 東急カード                           | Yes    | No        | No         | No             | No       |
| 東武マーケティング                   | Yes    | No        | No         | No             | No       |
| ビューカード                         | Yes    | Yes       | No         | No             | No       |
| 西日本旅客鉄道                       | Yes    | Yes       | No         | No             | No       |
| 楽天カード                           | Yes    | Yes       | No         | No             | Yes      |
| PayPayカード                         | Yes    | Yes       | Yes        | No             | No       |
| auフィナンシャルサービス             | Yes    | Yes       | No         | No             | No       |
| NTTドコモ                            | Yes    | Yes       | No         | No             | No       |

#### デビットカード
日本では、次表に記載する各社が発行するデビットカード（一部を除く）が対応している。
| 発行元                | カード | Apple Pay | Google Pay | Samsung Wallet |
| --------------------- | ------ | --------- | ---------- | -------------- |
| 楽天銀行              | Yes    | No        | No         | No             |
| 住信SBIネット銀行     | Yes    | Yes       | Yes        | No             |
| GMOあおぞらネット銀行 | Yes    | No        | No         | No             |

#### プリペイドカード
日本では、次表に記載する各社が発行するプリペイドカード（一部を除く）が対応している。
| 発行元                       | カード | Apple Pay | Google Pay | Samsung Wallet |
| ---------------------------- | ------ | --------- | ---------- | -------------- |
| 三井住友カード               | No     | Yes       | No         | No             |
| メルペイ                     | No     | Yes       | No         | No             |
| JALペイメント・ポート        | Yes    | Yes       | No         | No             |
| auペイメント                 | Yes    | Yes       | No         | No             |
| トラベレックスジャパン       | Yes    | No        | No         | No             |
| ワイズ・ペイメンツ・ジャパン | Yes    | No        | No         | No             |

### 日本の主な加盟店
括弧内は主な屋号を示す（一部の店舗を除く）。
- Apple (Apple)
- 日本郵便 （郵便局）
- 京王百貨店
- 三菱地所 （丸の内ビルディング・新丸の内ビルディング）
- 森ビル （六本木ヒルズ・表参道ヒルズ）
- イオンリテール （イオン・イオンスタイル）
- イオンリテールストア （イオン・イオンスタイル）
- ダイエー （ダイエー・グルメシティ・フーディアム・イオンフードスタイル・CoDeli）
- マルエツ （マルエツ・マルエツ プチ・リンコス）
- まいばすけっと
- ライフコーポレーション （ライフ・ビオラル・セントラルスクエア・Miniel）
- サミット （サミット・コルモピア）
- イトーヨーカ堂 （イトーヨーカドー・ヨークマート・ヨークフーズ・ヨークプライス・コンフォートマーケット）
- セブン-イレブン・ジャパン
- ファミリーマート （ファミリーマート・ファミマ!!・TOMONY）
- ローソン （ローソン・ナチュラルローソン）
- ローソンストア100
- ミニストップ
- ポプラ （ポプラ・生活彩家・くらしハウス・スリーエイト）
- 日本マクドナルド
- 日本ケンタッキー・フライド・チキン
- モスフードサービス
- ドトールコーヒー （ドトールコーヒーショップ・エクセルシオール カフェ・カフェ レクセル・ル カフェ ドトール・梟書茶房・ドトール珈琲店・ドトール珈琲農園）
- すかいらーくレストランツ （ガスト・バーミヤン・しゃぶ葉・ジョナサン・夢庵・ステーキガスト・から好し・むさしの森珈琲・藍屋・魚屋路・chawan・La Ohana・グラッチェガーデンズ・とんから亭・桃菜・ゆめあん食堂・八郎そば・三〇三）
- 𠮷野家
- 壱番屋 （カレーハウスCoCo壱番屋）
- サイゼリヤ
- ゼンショーグループ
  - すき家
  - なか卯
  - ココスジャパン （ココス・エルトリート）
  - ビッグボーイジャパン （ビッグボーイ・ヴィクトリアステーション）
  - ジョリーパスタ
  - 華屋与兵衛
  - TAG-1 （熟成焼肉いちばん）
  - はま寿司
  - 久兵衛屋
  - 善祥カフェ （カフェミラノ・モリバコーヒー）
  - 瀬戸うどん （瀬戸うどん・たもん庵）
- カッパ・クリエイト
- あきんどスシロー
- ウエルシア薬局
- カルチュア・コンビニエンス・クラブ （蔦屋書店・TSUTAYA・TSUTAYA BOOKSTORE・TSUTAYA Trading card）
- 文教堂
- ブックファースト
- 千葉マリンスタジアム
- PLANT
- 阪急阪神ホテルズ
- 関西エアポート （関西国際空港・大阪国際空港）
- 関西エアポート神戸 （神戸空港）
- 日本コカ・コーラ （自動販売機）

#### 日本の主な交通機関
- 京王バス[50]
- 三重交通[51]
- 大阪モノレール
- 大阪市高速電気軌道[52]
- 南海電気鉄道[53]
- 南海りんかんバス[54]
- 南海フェリー[55]
- 近畿日本鉄道[56]
- 阪急電鉄[57]
- 阪神電気鉄道[58]
- 北大阪急行電鉄[59]
- 神戸市 （交通局）
- 神戸新交通
- 神戸電鉄
- 山陽電気鉄道[60]
- 能勢電鉄[61]
- 宮島松大汽船[62]
- 福岡市 （交通局）[63]
- 九州旅客鉄道[64]
- 西日本鉄道[65]
- 熊本市 （交通局）[66]
- 九州産交バス[67]
- 産交バス[68]
- 熊本電気鉄道[69]
- 熊本バス[70]
- 熊本都市バス[71]
- 沖縄都市モノレール[72]

## CM
- 米国でPayPass（現在のMastercard contactless）のテレビCMに、小林尊とソンヤ・トーマス（英語版）が出演していた。共に「国際ホットドッグ早食い選手権」の優勝経験者。